# 托皮利尼齊亞 (舊桑博爾區)
49°18′53″N 23°1′45″E / 49.31472°N 23.02917°E
托皮利尼齊亞（烏克蘭語：Топільниця），是烏克蘭西部的村莊，隸屬利維夫州的桑比爾區。該村始建於1558年，面積2.37平方公里，海拔高度425米，2024年人口1,413，人口密度每平方公里695.32人。